# Tianna Hawkins
Tianna Marie Hawkins (ur. 2 marca 1991 w Waszyngtonie) – amerykańska koszykarka występująca na pozycjach silnej skrzydłowej lub środkowej, obecnie zawodniczka Washington Mystics w WNBA.
4 lutego 2021 zawarła dwuletnią umowę z Atlantą Dream. 1 lutego 2022 została zawodniczką Washington Mystics.

## Osiągnięcia
Stan na 2 lipca 2022, na podstawie, o ile nie zaznaczono inaczej.

### NCAA
- Uczestniczka rozgrywek:
  - Elite 8 turnieju NCAA (2012)
  - Sweet 16 turnieju NCAA (2012, 2013)
  - II rundy turnieju NCAAA (2011–2013)
- Mistrzyni turnieju konferencji Atlantic Coast (ACC – 2012)
- Zaliczona do:
  - I składu:
    - ACC (2013)
    - turnieju ACC (2012, 2013)
    - ACC All-Academic Team (2010)

  - II składu ACC (2012)
- MVP kolejki:
  - NCAA (13.02.2012 według USBWA)
  - ACC (13.02.2012, 20.02.2012, 12.11.2012)
- Debiutantka tygodnia ACC (21.02.2010)
- Liderka NCAA w skuteczności rzutów z gry (62,3% – 2012)

### WNBA
- Mistrzyni WNBA (2019)
- Wicemistrzyni WNBA (2018)
- Liderka WNBA w skuteczności rzutów wolnych (2017)

### Drużynowe
- Mistrzyni Korei Południowej (WKBL – 2018)
- Wicemistrzyni Węgier (2014)[5]
- Finalistka pucharu Węgier (2014)[5]

### Indywidualne
(* – nagrody przyznane przez portal eurobasket.com)
- Zaliczona do I składu zawodniczek zagranicznych ligi węgierskiej (2014)*[5]
- Uczestniczka meczu gwiazd ligi chińskiej (2015)[6]
- Liderka strzelczyń francuskiej ligi LFB (2016)